# Octodon lunatus
Espèce
Statut de conservation UICN

 NT  : Quasi menacé
Octodon lunatus est une espèce de rongeurs de la famille des Octodontidae.

## Répartition
C'est un mammifère endémique du Chili.

### Taxinomie
- (en) Mammal Species of the World (3e  éd., 2005) : Octodon lunatus  Osgood, 1943
- (en) Catalogue of Life : Octodon lunatus Osgood, 1943 (consulté le 16 décembre 2020)
- (fr + en) ITIS : Octodon lunatus Osgood, 1943
- (en) Animal Diversity Web : Octodon lunatus
- (en) NCBI : Octodon lunatus (taxons inclus)
- (en) UICN : espèce Octodon lunatus (consulté le 27 mai 2015)